# MAC Football Championship Game 2001
Das MAC Football Championship Game 2001 war das Endspiel um die Meisterschaft im American Football in der Mid-American Conference der Saison 2001. Es traf der Sieger der East Division, die Marshall Thundering Herd, auf den Sieger der West Division, die Toledo Rockets. Die Rockets besiegten die Thundering Herd mit 41:36. Das Spiel fand am 30. November 2001 im Glass Bowl in Toledo, Ohio statt. Es war das erste und bisher letzte Championship Game in Toledo.

## Spielverlauf
Toledo traf im eigenen Stadion auf die auf Platz 18 gerankten Marshall Thundering Herd, die alle bisherigen Championship Games gewonnen hatten. Marshall begann schnell zu punkten. Nach zwei Touchdownpässen von Quarterback Byron Leftwich, einem 62-Yard-Touchdown-Lauf und einem Field Goal führten sie 4 Sekunden im zweiten Viertel bereits mit 23:0. In den letzten sechs Minuten vor der Halbzeit konnten die Rockets jedoch zehn Punkte erzielen und so den Rückstand auf 13 Punkte verringern. Nach der Halbzeit übernahmen die Rockets jedoch das Spiel und erzielten 25 Punkte und ließen für Marshall nur sechs Punkte zu. Die Rockets konnten dabei während der ersten vier Angriffsversuche (Possessions) immer punkten. Beim vierten Angriffsversuch konnten die Rockets dabei nach einem 16-Yard-Fake-Field-Goal-Touchdownlauf von Kicker Todd France mit 35:29 erstmals in Führung gehen. Vier Minuten im vierten Viertel konnte Marshall nach einem 18-Yard-Touchdownpass von Leftwich auf Wide Receiver Denero Marriott – Marriotts vierter Touchdown in diesem Spiel – mit 36:35 wieder in Führung gehen. Runningback Chester Taylor konnte jedoch sechs Minuten vor Spielende mit einem 8-Yard-Touchdownlauf die Rockets mit 41:36 wieder in Führung bringen. Es blieb der Endstand und die Rockets gewannen erstmals seit 1995 wieder die Meisterschaft.

## Statistik
|                        | Toledo | Marshall |
| ---------------------- | ------ | -------- |
| 1st Downs              | 25     | 28       |
| 3rd Down Conversion    | 7–16   | 6–14     |
| 4th Down Conversion    | 2–3    | 1–2      |
| Total Yards            | 463    | 541      |
| Erworfene Yards        | 175    | 421      |
| Comp-Att               | 16–25  | 32–52    |
| Erlaufene Yards        | 288    | 120      |
| Laufversuche           | 56     | 21       |
| Turnovers              | 1      | 3        |
| Interceptions geworfen | 0      | 1        |
| Zeit im Ballbesitz     | 33:34  | 26:26    |
| Quelle:                |        |          |

## Ehrungen
Wide Receiver Denero Marriott wurde zum besten Spieler von Marshall gewählt, Runningback Chester Taylor zum besten Spieler der Rockets.

## Bedeutung für die Toledo Rockets
Der Sieg nach dem zwischenzeitlichen Rückstand von 23 Punkten stellte für Toledo das zweitgrößte Comeback der Schulgeschichte dar. Zum 100-jährigen Jubiläum der Footballmannschaft wurde der 41:36-Sieg über Marshall zu einem der zehn größten Siege in der Teamgeschichte (All-Time Greatest Rocket Victories) gewählt. Der Nerd Up the Middle genannte Spielzug, bei dem Todd France über 16 Yards zum Touchdown lief, wurde zu einem der zehn bedeutendsten Momente der Teamgeschichte gewählt.